# Хайтон
Хайтон (англ. Huyton) — город в Англии, административный центр метрополитенского района Ноусли, Мерсисайд. Население — 33 193 человек.

## История
Основан примерно в 600—650 г. н. э. англами.
Упомянут в Книге страшного суда в 1086 году как среднеангл. Hitune.